# Oppervlakteweerstand
Oppervlakteweerstand is een elektrische parameter. De oppervlakteweerstand is belangrijk. Als een lekstroom niet door het materiaal vloeit, maar langs de oppervlakte van het materiaal, spreekt men van kruipstromen. De oppervlakteweerstand hangt af van het materiaal, van de vochtigheid, van de afwerking en van de graad van zuiverheid van het oppervlak. Geleidende stofdeeltjes van koolstof, roet en metaal, vermengd met rook, damp of vochtigheid, verminderen in grote mate de oppervlakteweerstand. Afhankelijk van de grootte van de spanning en van verontreiniging van de oppervlakte kunnen de kruipstromen zich ontwikkelen tot een vonk. Waar de vonk oversloeg, is de oppervlakte verkoold. Deze blijft min of meer geleidend en vormt in het slechtste geval een kortsluiting. De oppervlakteweerstand is bijzonder belangrijk bij isolatoren van luchtleidingen voor hoogspanningen. De weerstand van de geleider wordt dan voornamelijk bepaald door de breedte van de schil waar de stroom doorheen gaat (en natuurlijk de lengte van de geleider).